# Józef Rymarowicz

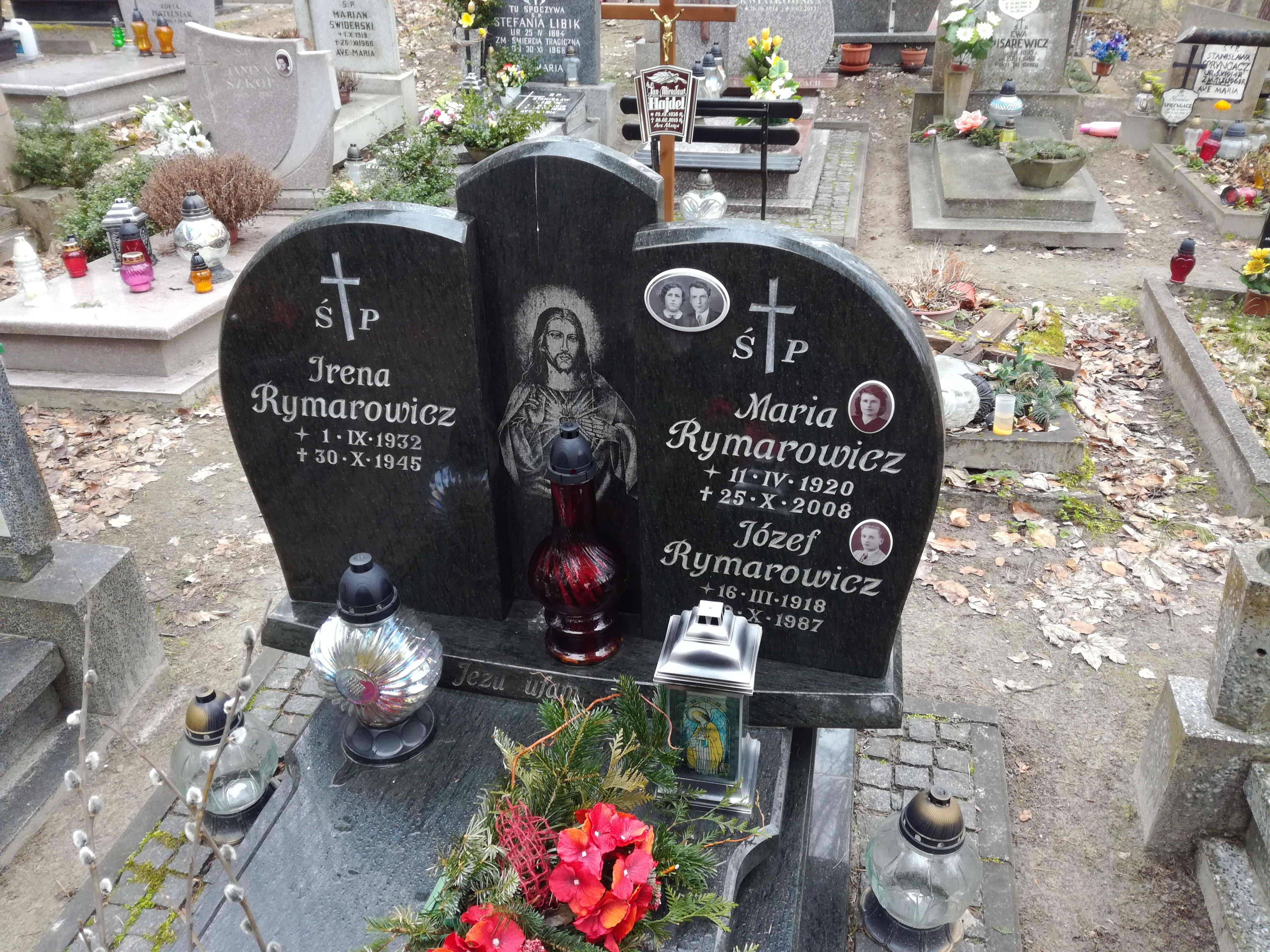
Grób Józefa Rymarowicza na cmentarzu Srebrzysko w Gdańsku

Józef Rymarowicz (ur. 16 marca 1918 w Trześniowie, zm. 10 października 1987) – polski przewodnik turystyczny, działacz Polskiego Towarzystwa Turystyczno-Krajoznawczego, związany z Gdańskiem.

## Życiorys
Pochodził z Podkarpacia. Przed II wojną światową pracował jako wulkanizator w sanockiej fabryce gumy, w latach wojennych utrzymywał się z pracy fizycznej w spółdzielni mleczarskiej w Haczowie i przedsiębiorstwie melioracji we Wzdowie. W 1945 osiedlił się w Gdańsku. Przez wiele lat pracował jako księgowy w Wojewódzkim Przedsiębiorstwie Komunikacji Gdańsk-Gdynia.
Z Polskim Towarzystwem Turystyczno-Krajoznawczym związał się w 1952, biorąc udział w czwartym kursie dla kandydatów na przewodników miejskich po Trójmieście w Gdańsku. Po tym kursie uzyskał uprawnienia przewodnickie, a siedem lat później przyznano mu uprawnienia najwyższej I kategorii. Jednocześnie zaangażował się w działalność społeczną w ruchu turystycznym; był od lat 60. kolejno członkiem Komisji Rewizyjnej Koła Przewodników Gdańskich, skarbnikiem zarządu Koła, prezesem Koła, ponownie skarbnikiem. 
Cieszył się opinią dobrego organizatora, był ceniony jako kompetentny przewodnik, a zarazem jako etyczny, ofiarny i skromny człowiek. Wyróżniony został Złotą Odznaką Honorową PTTK, odznaką honorową "Za zasługi dla Gdańska", odznaką "Zasłużony Działacz Turystyki". Otrzymał również Srebrny Krzyż Zasługi.
Był żonaty z Marią z domu Jędraszak, miał czworo dzieci. Zmarł 10 października 1987, pochowany został na cmentarzu Srebrzysko w Gdańsku-Wrzeszczu (rejon VII, górka-1-7).